# Johan Westrin
Johan Theodor Herje Westrin (ur. 17 września 1916 w Sztokholmie, zm. 18 września 1944 w rejonie Saukenai) – szwedzki wojskowy, ochotnik w armii fińskiej w latach 1939–1942, podoficer 5 Dywizji Pancernej SS "Wiking", 11 Ochotniczej Dywizji Grenadierów Pancernych "Nordland" i Brygady Pancernej SS "Gross" podczas II wojny światowej.
W okresie międzywojennym służył jako podoficer w armii szwedzkiej. Pod koniec 1939 r. wstąpił ochotniczo do armii fińskiej, walczącej z Armią Czerwoną. Od sierpnia 1941 r. ponownie służył u Finów. W marcu 1942 r. zdezerterował, ale go schwytano. Został skazany na karę 3 miesięcy więzienia, zredukowaną do 18 dni. Po uwolnieniu wyrzucono go z armii fińskiej, w wyniku czego powrócił do Szwecji. Od 18 kwietnia 1942 r. do 13 maja 1943 r. oficjalnie służył w armii szwedzkiej, po czym znowu zdezerterował. Przyjechał do Norwegii, wstępując w Oslo do Waffen-SS. Dostał stopień SS-Untersharfürera. Przydzielono go do 5 Dywizji Pancernej SS "Wiking", a następnie 11 Ochotniczej Dywizji Grenadierów Pancernych "Nordland". Po ukończeniu SS-Junkerschule przeszedł w stopniu SS-Oberscharfürera do Pancernego Szkoleniowo-Uzupełnieniowego Oddziału Zwiadowczego SS. W maju 1944 r. skierowano go do Brygady Pancernej SS "Gross". 18 września zginął w rejonie litewskiego Saukenai, kiedy jego pojazd z 5 innymi żołnierzami wjechał na minę.